# سامسونگ اس‌جی‌اچ-زد۳۲۰
سامسونگ اس‌جی‌اچ-زد۳۲۰ یک‌نمونه از گوشی‌های تلفن همراه سری Z شرکت سامسونگ می باشد که توسط همین شرکت به بازار عرضه شده‌است.